# Боршевиці-Косьцельне
Боршевиці-Косьцельне (пол. Borszewice Kościelne) — село в Польщі, у гміні Ласьк Ласького повіту Лодзинського воєводства.
У 1975-1998 роках село належало до Серадзького воєводства.